# Philip Rubens

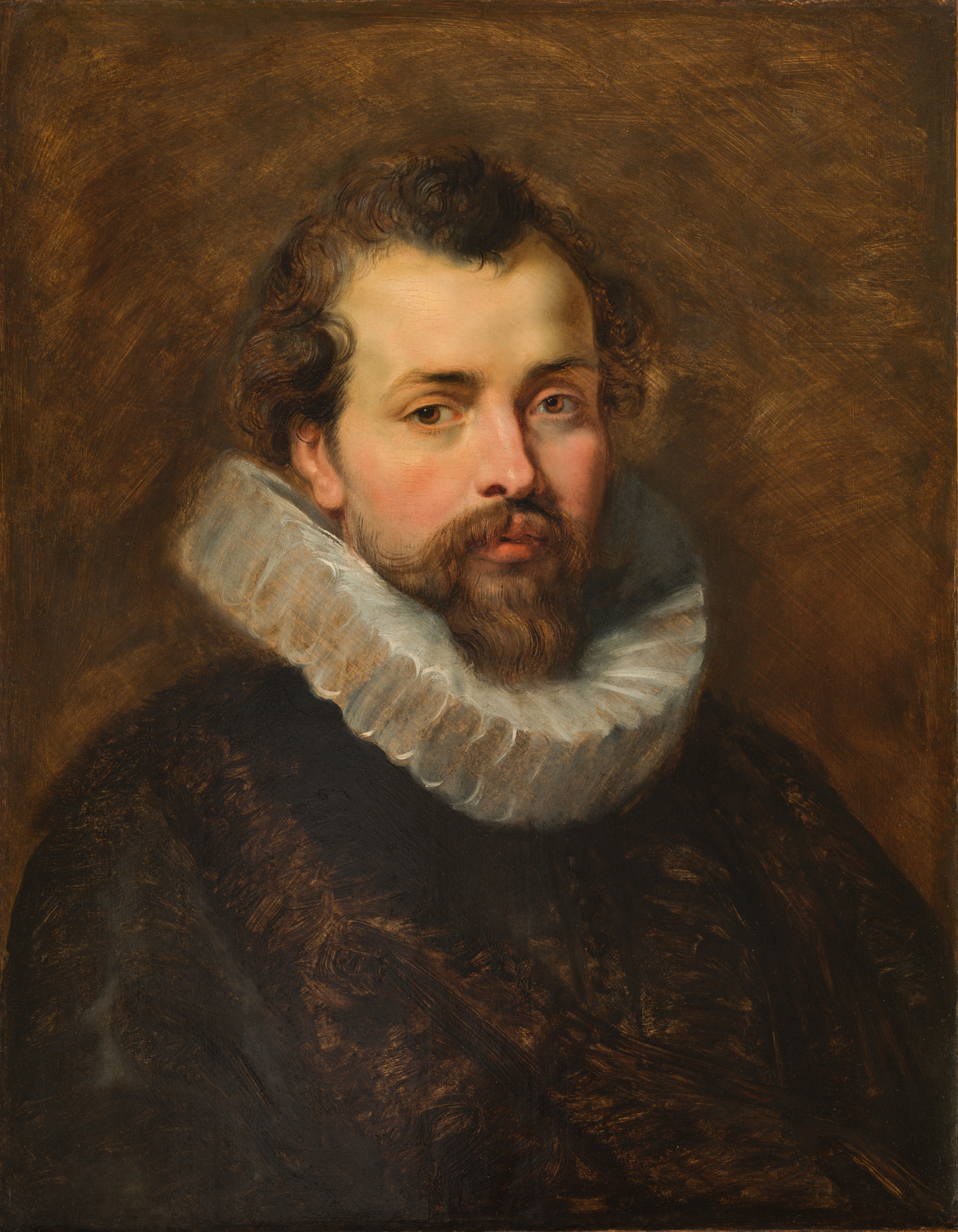
Portret van Philip Rubens, door Peter Paul Rubens, 1610

Philip Rubens of Philippus Rubenius (Siegen (?), 27 april 1574 – Antwerpen, 28 augustus 1611), was een Vlaams oudheidkundige en filoloog en de oudere broer van de schilder Peter Paul Rubens.

## Levensloop
De ouders van Philip Rubens waren in 1568 met hun gezin naar Keulen uitgeweken omdat ze als calvinisten in hun thuisland vervolging vreesden.  Zijn vader Jan Rubens was advocaat en had van 1562 tot 1568 in Antwerpen een schepenambt bekleed.  Zijn moeder was Maria Pypelinckx die uit een vooraanstaande familie afkomstig was..  Nadat Philips vader werd aangesteld als juridisch adviseur van Anna van Saksen, de tweede vrouw van Willem van Oranje, verhuisde het gezin Rubens in 1570 naar Siegen waar haar hof gevestigd was.  Jan Rubens had vervolgens een affaire met Anna van Saksen die tot een zwangerschap leidde.  Jan Rubens werd hiervoor opgesloten en hij liep het risico ter dood veroordeeld te worden.  Dankzij de smeekbeden van zijn vrouw kon Jan Rubens na twee jaar de gevangenis verlaten.  Na zijn vrijlating werd Jan Rubens een tijd lang verboden het beroep van advocaat uit te oefenen. Dit plaatste een zware druk op het gezin die enkel verlicht werd toen het beroepsverbod werd opgegeven na de dood van Anna van Saksen in 1577. In deze moeilijke situatie werd in 1574 Philip geboren, gevolgd in 1577 door zijn broer Peter Paul.  In 1578 verhuisde het gezin Rubens naar Keulen waar vader Jan Rubens in 1587 overleed. De weduwe Maria Pypelinckx keerde in 1590 met haar gezin terug naar Antwerpen, waar ze zich opnieuw tot het katholicisme bekeerde.
Philip Rubens studeerde met zijn jongere broer Peter Paul aan de Latijnse school van Rombout Verdonck in Antwerpen, waar ze de Latijnse klassieken bestudeerden.  In 1590 dienden de broers om financiële redenen hun scholing af te breken, meer bepaald om een bruidsschat te voorzien voor hun zuster Blandina.
Philip Rubens had zich onderscheiden in zijn studies.  Hij slaagde er dan ook in om een benoeming te verkrijgen als secretaris van Jean Richardot, voorzitter van de Geheime Raad, te Brussel.  Hij werd tegelijkertijd de privéleraar van Richardots zonen Guillaume en Antoine. Philip vergezelde de zonen naar Leuven toen ze er studenten werden aan de universiteit. Ze woonden er in bij Justus Lipsius en woonden er ook zijn colleges bij. Justus Lipsius vatte een grote sympathie op voor Philip Rubens. Na een verblijf van vier jaar in Leuven, keerde Philip in 1599 terug naar Jean Richardot in Brussel.

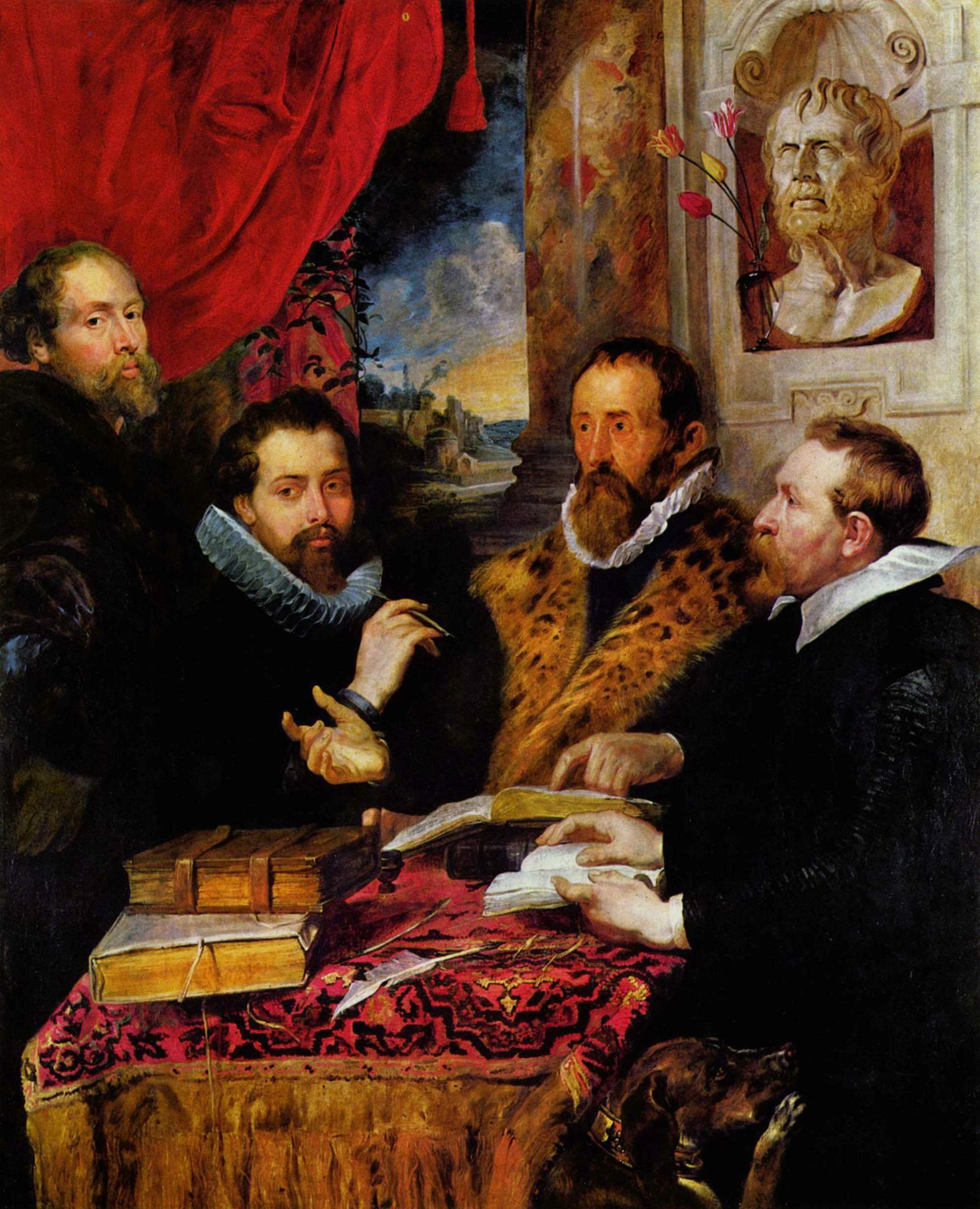
De vier filosofen door Peter Paul Rubens, 1611. Van links: Peter Paul Rubens, Philip Rubens, Justus Lipsius en Jan van der Wouwere

Toen Guillaume Richardot in 1601 naar Italië reisde, vergezelde Philip hem en zette er zijn rechtenstudies verder in Rome. Philip promoveerde op 13 juni 1603 tot doctor in het burgerlijk en canoniek recht. Hij keerde het volgend jaar terug naar zijn vaderland.  Justus Lipsius wilde hem in Vlaanderen houden en stelde hem in het vooruitzicht dat hij hem mocht opvolgen op zijn leerstoel. Lipsius begon hierover zelfs onderhandelingen met aartshertog Albrecht.  Maar Philip verlangde er naar om naar Italië terug te keren en op het einde van 1605 was hij terug in Rome als bibliothecaris en secretaris van kardinaal Ascanio Colonna, die ook een staatsman was in dienst van de Spaanse koning. Tijdens dit verblijf bezorgde hij op Lipsius’ verzoek diens pas gepubliceerde editie van Seneca’s werken (getiteld: Annaei Senecae Philosophi Opera, Quae Existant Omnia, A Iusto Lipsio emendata, et Scholiis illustrata) aan paus Paulus V, aan wie de publicatie was opgedragen.  De roem van Philips geleerdheid was dermate verspreid in Italië dat hem een leerstoel aan de Universiteit van Bologna werd aangeboden die hij echter weigerde.
Gedurende zijn eerste en tweede verblijf in Italië had hij gelegenheid om zijn jongere broer Peter Paul te ontmoeten.  De eerste keer was in 1602 in Verona en hun gezamenlijke vriend Jan van der Wouwere was ook van de partij.  Toen Philip de benoeming door Colonna aanvaardde in 1605 was Peter Paul ook in Rome en ze konden er voor een periode van 10 tot 11 maanden samen doorbrengen.
Philip keerde in november 1606 terug naar Antwerpen.  In 1607 verleenden de Staten van Brabant hem een Acte van Brabantisatie, die hem in staat stelde om plaatselijke publieke ambten te vervullen.  Hij werd aangesteld als een secretaris van de stad Antwerpen op 14 januari 1609.  Hij huwde op 26 maart 1609 met Marie de Moy. Marie de Moy was de zuster van Claire de Moy die de moeder was van Isabella Brant, de (latere) eerste vrouw van Peter Paul Rubens.
Philip en Marie kregen twee kinderen, Claire (1610) en Philip, geboren twee weken na het overlijden van zijn vader. Philip Rubens werd begraven in de kerk van de Sint-Michielsabdij te Antwerpen.

## Werken
Philip was de auteur van twee werken.  Het eerste werk met de titel Electorum libri II. In quibus antiqui ritus, emendationes, censurae. Eiusdem ad Iustum Lipsium Poëmatia werd gepubliceerd in Antwerpen in 1608.  Het boek, in het Latijn opgesteld, verzamelt studies over verschillende aspecten van romeinse antikwiteiten en gebruiken en zijn voorstellen voor het oplossen van twijfelachtige passages in verschillende Latijnse werken. Het boek eindigt met vijf gedichten opgedragen aan de toen pas overleden Justus Lipsius, een eloge aan Justus Lipsius en een gedicht gewijd aan zijn broer Peter Paul Rubens.  Het boek bevat vijf prenten gegraveerd door de bekende graveur Cornelis Galle naar tekeningen van Peter Paul.  De prenten illustreren bepaalde gebruiken van de oude Romeinen zoals de manier waarop ze hun toga drapeerden en hun vrouwen de dubbele tunica droegen.  Een zesde prent is een kopie van een prent uit een ander boek over de Romeinse toga, met de titel Hieronymi Bossii De toga romana commentarius.
De Nederlandse classicus Hendrik Snakenburg citeerde in zijn editie van de Romeinse historicus Quintus Curtius Rufus’ De rebus gestis Alexandri Magni (Delft en Leiden, 1724) de drie hoofdstukken van de Electorum libri II waarin Philip Rubens de overgeleverde tekst van Rufus had geëmendeerd.
Het tweede werk van Philip Rubens draagt de titel S.Asterii, episcopi Amaseae, Homiliae Graece et Latine nunc primum editae en werd postuum gepubliceerd in Antwerpen in 1615.  Het boek bevat de originele Griekse tekst en Philips Latijnse vertaling van vijf preken van de Heilige Asterius van Amasya, waarvan Philip de manuscripten ontdekt had in de bibliotheek van Cardinaal Colonna.  Het tweede deel van het boek begint met een selectie gedichten, brieven en andere gelegenheidsgeschriften die Philip Rubens had geschreven ter ere van vrienden, beschermheren en geleerden.  Hierop volgt een aantal teksten over Philip Rubens ter gelegenheid van zijn overlijden.  Deze sectie bevat een portret van de overledene gegraveerd door Cornelis Galle naar een tekening van Peter Paul Rubens en wordt ingeleid door een biografie van Philip geschreven door Jan Brant, schoonbroer van Philip en schoonvader van Peter Paul.
Brieven die aan Philip werden geschreven kunnen teruggevonden worden in brievenedities van onder meer Peter Paul Rubens (dl. 1: 1887), Justus Lipsius (1978-), Erycius Puteanus (1603) en Petrus Burmannus Senior (1727).